# Marcel Nkueni Mayala
Marcel Nkueni Mayala (ur. 12 sierpnia 1978) – kongijski piłkarz grający na pozycji bramkarza.

## Kariera klubowa
Karierę piłkarską Mayala rozpoczął w klubie DC Motema Pembe. W 1997 roku zadebiutował w nim w pierwszej lidze Demokratycznej Republiki Konga. W klubie tym grał do 2003 roku. W latach 1998 i 1999 dwukrotnie z rzędu został z nim mistrzem kraju. W 2003 roku zdobył Coupe du Congo i Super Coupe du Congo.
W 2004 roku Mayala został zawodnikiem południowoafrykańskiego Orlando Pirates. Jeszcze w tym samym roku wyjechał do Wietnamu i podpisał kontrakt z klubem Quảng Nam FC. Z kolei w 2005 roku grał w Đà Nẵng FC. W 2006 roku ponownie trafił do RPA. Od 2006 do 2009 roku bronił barw Winners Park, a następnie został zawodnikiem Witbank Spurs. Grał też w zespołach Bay United FC oraz Polokwane City FC, a w 2014 roku zakończył karierę.

## Kariera reprezentacyjna
W reprezentacji Demokratycznej Republiki Konga Mayala zadebiutował w 1997 roku. W 1998 roku zajął ze swoją kadrą 3. miejsce w Pucharze Narodów Afryki 1998. Na tym turnieju zagrał w 3 meczach: ćwierćfinale z Kamerunem (1:0), półfinale z Południową Afryką (1:2) i o 3. miejsce z Burkina Faso (4:4, k. 4:1).
W 2000 roku Mayala rozegrał 3 mecze w Pucharze Narodów Afryki 2000: z Algierią (0:0), z Republiką Południowej Afryki (0:1) i z Gabonem (0:0).